# Polizeiruf 110: Rosentod
Rosentod ist ein deutscher Kriminalfilm von Hans Werner aus dem Jahr 2004. Es ist die 255. Folge innerhalb der Filmreihe Polizeiruf 110 und der 25. Fall für die halleschen Kommissare Schmücke und Schneider.

## Handlung
Nachdem in Dedelitz ein Wohnhaus explodiert ist, findet die Feuerwehr im Keller eine Leiche. Schmücke und Schneider übernehmen die Ermittlungen. Nach den Aussagen der Nachbarn handelt es sich um Stefanie Wolter, die eigentlich zusammen mit ihrem Mann verreisen wollte.
Die Gasexplosion wurde durch die defekte Heizung verursacht, die von dem Installateur Bernd Grande zuletzt gewartet wurde und der in der Nachbarschaft wohnt. Nach der Obduktion steht allerdings fest, dass die Frau nicht durch die Explosion gestorben ist, sondern vorher erschlagen wurde. Der Ehemann ist zunächst nicht auffindbar, kann dann aber in seinem Jagdrevier am Süßen See ausfindig gemacht werden. Da es mit seiner Ehe nicht zum besten stand und er laut Ehevertrag nichts bei einer Scheidung erhalten würde, wäre das ein Motiv. Denn da es aus der ersten Ehe des Opfers eine Tochter gibt, geht Wolters nach dem Tod seiner Frau nahezu leer aus.
Ein vor dem Haus gefundenes Handy führt zu  Martin Sander, der in seiner Wohnung nicht angetroffen wird. Er ist wegen Einbruchsdelikten vorbestraft und es deutet vieles darauf hin, dass er vorhatte, an diesem Wochenende bei den Wolters einzubrechen. Das letzte Gespräch, welches mit Sanders Handy geführt wurde, galt Erik Vesper, dem Dorf-Casanova von Dedelitz. Der wird von Schmücke und Schneider observiert, da sie hoffen, durch ihn Sander zu finden. Das hat Erfolg und der Gesuchte kann in Polizeigewahrsam genommen werden. Er gibt an die Explosion ausgelöst zu haben, nachdem er den Klingelknopf gedrückt hatte, um sicherzugehen, dass nicht doch jemand zu Hause war.
Zu diesem Zeitpunkt war Stefanie Wolter allerdings schon tot und es erscheint den Kommissaren unwahrscheinlich, dass Sander, sollte er Stefanie Wolter getötet haben, weil sie ihn bei dem Einbruch ertappte, sich dann noch einmal der Gefahr aussetzen würde, um selbst die Explosion zu zünden. Sander sagt aus, dass er einen blauen Lieferwagen hinter dem Haus gesehen hatte. Dieser Hinweis führt zu Wolters Nachbarn Bernd Grande, der einen solchen Lieferwagen fährt und merkwürdigerweise gerade die Bereifung gewechselt hat, sodass die Kriminaltechnik das Reifenprofil nicht mehr vergleichen kann. Nachdem Schmücke in Erfahrung bringt, dass Grande mit seiner Frau, die vor wenigen Tagen gestorben war, noch vor zwei Jahren in dem Haus gewohnt hatte, das nun den Wolters gehört, wird er hellhörig. Frau Grande hatte seit dem Verlust ihres Elternhauses Depressionen bekommen und sich vor kurzem erhängt, schließlich war sie in dem Haus geboren worden.
Als Nachbar wusste Grande, dass die Wolters am Wochenende verreisen würden, und dies wollte er nutzen, um das Haus in die Luft zu sprengen. Er manipulierte die Gasleitung und bestellte in einem Blumenladen einen Strauß Rosen, den ein Bote bringen sollte und der dazu hätte klingeln müssen, was die Explosion ausgelöst hätte. Da aber Stefanie Wolter doch nicht weggefahren war, ertappte sie Grande bei seinem Vorhaben, der sie daraufhin niederschlug, was ungeplant tödlich endete.
Kommissar Schmücke ist zufrieden, wieder einen Fall gelöst zu haben, doch läuft es privat bei ihm nicht sehr gut. Seine Lebensgefährtin, Edith Reger, hat ihn vor die Tür gesetzt und nun wohnt er bei seinem Kollegen Schneider, bis er etwas Geeignetes findet.

## Hintergrund
Rosentod wurde von Saxonia Media Filmproduktion im Auftrag des MDR produziert und in Halle und in der Umgebung von Halle gedreht. Hans Werner führte nicht nur Regie, sondern schrieb auch das Drehbuch zusammen mit Dieter Chill. Am 21. März 2004 erfolgte die Deutsche Erstausstrahlung im Ersten zur Hauptsendezeit.

## Kritik
Rainer Tittelbach von tittelbach.tv bewertet diesen Polizeiruf als durchschnittlich und meint: „‚Rosentod‘ ist ein typischer Fall für Schmücke und Schneider. Viel Beinarbeit und Zwischenmenschliches, viel Gerede, wenig Aktion. ‚Bei uns geht es ländlich-sittlich zu‘, so Schwarz, ‚bei uns wird nicht so viel geballert und es fliegen auch nicht alle zwei Minuten Autos durch die Luft.‘ Fall und Milieu überschaubar, der Spannungsfaktor gering.“
Die Kritiker der Fernsehzeitschrift TV Spielfilm vergaben eine mittlere Wertung (Daumen zur Seite) und schrieben dazu: „Bis titelgebende Blumen Erleuchtung verschaffen, bleibt es unübersichtlich.“ und zogen als Gesamtfazit: „Eine „Männerwirtschaft“ auf Valium“.